# Antonio Cavana

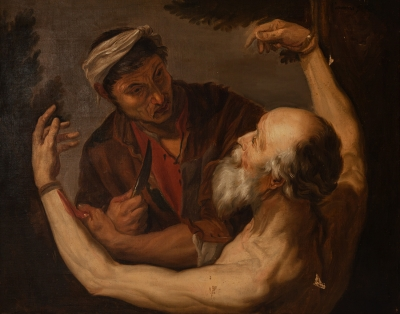
Antonio Cavana, El martirio de san Bartolomé.

Antonio Cavana y Pastor (Valencia, 1815-Valencia, 1840) fue un pintor español.

## Biografía
Nació en Valencia en 1815, hijo de Mateo Cavanna, administrador del Casco de dicha ciudad. Pintó muchos retratos, entre los que habrían destacado los de Basilio Sebastián Castellanos y su esposa; el de José Canga Arguelles, ministro de Hacienda; el del diestro Francisco Montes; el de Antonio Rotondo, dentista de cámara, y algunos más. Entre sus trabajos de composición fue muy elogiado en el Liceo de Valencia el que reproducía una escena del Edipo, siendo también obra suya un retrato litográfico del actor Carlos Latorre para el periódico El Entreacto. Habiendo sido atacado en Madrid de una parálisis, marchó a su ciudad natal con objeto de restablecerse, y cuando parecía haberlo logrado, murió de repente hallándose en un café de la calle de Zaragoza, en Valencia, en 1840.